# Psyché
Il termine psyché (in greco antico: ψυχή?) indica in greco antico una delle nozioni portanti dell'intero mondo classico, che si avvicina al lemma moderno di "anima".
La resa del termine in lingua italiana, come in qualsiasi altra lingua moderna, risulta piuttosto difficoltosa in quanto non riuscirebbe a coprirne l'intera area semantica.

## L'unione e la distinzione trapsychéethumos
Richard Broxton Onians (1899-1986) rileva come ψυχή venga comunemente intesa come "anima-respiro", ma come anche lo stesso termine sia spesso correlato a quello di θυμός (thumos) dall'analogo significato.
In altri casi, invece, è ben evidente che i due elementi siano di differente significato; ad esempio:
(Odissea, XI, 220 e segg.)
o ancora
(Odissea, XI, 220 e segg.)
In tal senso thumos viene usato quando questi è racchiuso nei polmoni (ritenuti organi dell'intelligenza) come un elemento caldo; il termine diviene invece psyché quando abbandona il corpo con l'ultimo respiro, divenendo un elemento freddo. L'uomo, integro e intero durante la vita, si scinde, lasciando dietro il corpo che si corrompe e liberando la psyché.
Ma accade anche che thumos e psyché lascino insieme il corpo, tuttavia psyché lo abbandona giungendo nell'Ade come "un fantasma visto in sogno" (in greco antico: ἠύτ ὄνειρος?), mentre thumos viene distrutto dalla morte.
Onians ricorda come la psyché  sia associata, come luogo, alla testa da dove veniva espirata, e che essa corrisponde piuttosto alla skiá (σκιά, ombra) come descritta nell'Odissea piuttosto che all'anima-respiro (rientrando così nell'ambito del thumos).

## I significati dipsychéin Platone
Sull'evoluzione dei significati di psyché è indicativo quanto afferma Platone: